# Jacobus Goyers
Jacobus Goyers (* 2. April 1719 in Mechelen; † 15. Oktober 1809 in Brüssel) war ein Theologe, Kirchenhistoriker und Bibliograph.

## Leben
Jacobus Goyers war ein Sohn von Jacob und Clara de Bulens. E widmete sich dem geistlichen Stand und wurde nach Beendigung seiner Studien und Empfang der Priesterweihe Lehrer im erzbischöflichen Seminar seiner Vaterstadt, dann Pfarrer in derselben Diözese und später Pfründner in Anderlecht bei Brüssel. In diese Zeit fallen seine in die Fächer der Kasuistik und Liturgie gehörenden Werke:
- Instructio practica confessarii circa errores confitentium, Brüssel 1780
- Quaestio theologica-practica de sponsalibus, Mecheln 1781
- Discussio quo ordine in missa coram SS. sacramento exposito dicenda sit oratio pro pace, Brüssel 1784

Wegen seiner großen Literaturkenntnisse wurde Goyers 1793 zum Bücherzensor ernannt. Der Erzdiakon Foppens hatte Goyers, mit dem er befreundet war, kurz vor seinem Tod das von ihm gesammelte reiche Material zu einer neuen Ausgabe der von seinem Onkel, dem Kirchenhistoriker Jean François Foppens, besorgten Bibliotheca belgica (2 Bände, Brüssel 1739) übergeben, mit dem Auftrag, es noch einmal durchzusehen und dann zu drucken. Goyers setzte sich zur Vollendung des Werks mit vielen niederländischen und belgischen Gelehrten in Verbindung; die Zeitverhältnisse hinderten ihn aber, den Willen des Verstorbenen zu vollstrecken. Die französische Invasion veranlasste ihn nämlich, seine Heimat zu verlassen. Er kehrte erst nach mehreren Jahren, in denen er sich abwechselnd in Kevelaer, Münster und Osnabrück aufhielt, nach Anderlecht zurück. Um seinen literarischen Arbeiten besser obliegen zu können, zog er 1798 nach Brüssel um und beschäftigte sich vor allem mit der Herausgabe der von Johann Knippenbergh hinterlassenen Fortsetzung der Geschichte von Geldern, die er zum Teil ausarbeitete und mit Zusätzen und Anmerkungen bereicherte, zu denen auch der Kanonikus Van Helmont Beiträge lieferte. Das mit dem Jahr 1701 beginnende Werk (Continuatio historiae ecclesiasticae ducatus Geldriae, Brüssel 1806) fand aber in jener politisch bewegten Zeit geringe Beachtung und geriet bald in so gänzliche Vergessenheit, dass der Verleger aus Ärger die ganze Auflage einstampfen ließ und nur wenige Exemplare übrig blieben. Er starb am 15. Oktober 1809 im Alter von 90 Jahren in Brüssel an Altersschwäche.
Goyers hinterließ noch mehrere unvollendete Arbeiten, unter denen eine Sammlung die Kirchengeschichte der Niederlande betreffender Dokumente, die Biographien berühmte Leute von Mechelen (Clari Mechlinienses) und die Zusätze zu Cornelis van Gestels Geschichte von Mechelen (Additamenta ad Cornelii Van Gestel historiam sacram et profanam Archiepiscopatus Mechliniensis) die bedeutendsten sind. Sie wurden in die königliche Bibliothek von Brüssel überführt, wo auch die auf die Herausgabe der Bibliotheca Belgica bezügliche Korrespondenz und seine nachträglichen Bemerkungen aufbewahrt wurden. Seine Bibliothek vermachte Goyers dem Seminar von Herzogenbusch. Er war mit niederländischen und holländischen Gelehrten wie Hartzheim, Visser, Kluit und Ghesguière in Verbindung gestanden und hatte zahlreiche wertvolle Bücher und Handschriften gesammelt, die er Interessierten bereitwillig zur Verfügung stellte, wenn sie Einsicht nehmen wollten.